# Laurentides
Laurentides – region administracyjny kanadyjskiej prowincji Quebec. Gospodarka opiera się na turystyce. Jest to obszar wypoczynkowy popularny wśród mieszkańców miast aglomeracji Montrealu, głównie za sprawą malowniczego położenia w Górach Laurentyńskich. Stolicą regionu jest miasto Saint-Jérôme. Laurentides podzielone jest na 7 regionalnych gmin hrabstwa oraz 83 gminy.
Laurentides ma 559 700 mieszkańców. Język francuski jest językiem ojczystym dla 91,4%, angielski dla 4,9% mieszkańców (2011).
Regionalne gminy hrabstwa (MRC):
- Antoine-Labelle
- Argenteuil
- Deux-Montagnes
- La Rivière-du-Nord
- Les Laurentides
- Les Pays-d'en-Haut
- Thérèse-De Blainville

Jedna gmina znajduje się poza MRC:
- miasto Mirabel

Jedna gmina autochtoniczna znajduje się poza MRC:
- rezerwat indiański Doncaster